# 1951年の野球
1951年の野球（1951ねんのやきゅう）では、1951年の野球界における動向をまとめる。

## 競技結果

### 日本プロ野球

#### ペナントレース
| 順位 | 球団             | 勝 | 敗 | 分 | 勝率 | 差   |
| 1位  | 読売ジャイアンツ | 79 | 29 | 6  | .731 | 優勝 |
| 2位  | 名古屋ドラゴンズ | 62 | 48 | 3  | .564 | 18.0 |
| 3位  | 大阪タイガース   | 61 | 52 | 3  | .540 | 20.5 |
| 4位  | 松竹ロビンス     | 53 | 57 | 5  | .482 | 27.0 |
| 5位  | 国鉄スワローズ   | 46 | 59 | 2  | .438 | 31.5 |
| 6位  | 大洋ホエールズ   | 40 | 64 | 4  | .385 | 37.0 |
| 7位  | 広島カープ       | 32 | 64 | 3  | .333 | 41.0 |

| 順位 | 球団             | 勝 | 敗 | 分 | 勝率 | 差   |
| 1位  | 南海ホークス     | 72 | 24 | 8  | .750 | 優勝 |
| 2位  | 西鉄ライオンズ   | 53 | 42 | 10 | .558 | 18.5 |
| 3位  | 毎日オリオンズ   | 54 | 51 | 5  | .514 | 22.5 |
| 4位  | 大映スターズ     | 41 | 52 | 8  | .441 | 29.5 |
| 5位  | 阪急ブレーブス   | 37 | 51 | 8  | .420 | 31.0 |
| 6位  | 東急フライヤーズ | 38 | 56 | 8  | .404 | 33.0 |
| 7位  | 近鉄パールス     | 37 | 56 | 5  | .398 | 33.5 |

#### 日本シリーズ
| 10月10日（水）                   | 第1戦  | 読売ジャイアンツ | 5 - 0    | 南海ホークス     | 大阪球場   |
| 10月11日（木）                   | 第2戦  | 読売ジャイアンツ | 7 - 0    | 南海ホークス     | 大阪球場   |
| 10月12日（金）                   | 移動日 | 移動日           | 移動日   | 移動日           | 移動日     |
| 10月13日（土）                   | 第3戦  | 南海ホークス     | 2 - 3    | 読売ジャイアンツ | 後楽園球場 |
| 10月14日（日）                   | 第4戦  | 雨天中止         | 雨天中止 | 雨天中止         | 後楽園球場 |
| 10月15日（月）                   | 第4戦  | 雨天中止         | 雨天中止 | 雨天中止         | 後楽園球場 |
| 10月16日（火）                   | 第4戦  | 南海ホークス     | 4 - 3    | 読売ジャイアンツ | 後楽園球場 |
| 10月17日（水）                   | 第5戦  | 南海ホークス     | 2 - 8    | 読売ジャイアンツ | 後楽園球場 |
| 優勝：読売ジャイアンツ（初優勝） |        |                  |          |                  |            |

#### 個人タイトル
|              | セントラル・リーグ | セントラル・リーグ | セントラル・リーグ | パシフィック・リーグ | パシフィック・リーグ | パシフィック・リーグ |
| タイトル     | 選手               | 球団               | 成績               | 選手                 | 球団                 | 成績                 |
| ------------ | ------------------ | ------------------ | ------------------ | -------------------- | -------------------- | -------------------- |
| 最優秀選手   | 川上哲治           | 巨人               |                    | 山本一人             | 南海                 |                      |
| 最優秀新人   | 松田清             | 巨人               |                    | 蔭山和夫             | 南海                 |                      |
| 沢村栄治賞   | 杉下茂             | 名古屋             |                    |                      |                      |                      |
| 首位打者     | 川上哲治           | 巨人               | .377               | 大下弘               | 東急                 | .383                 |
| 最多本塁打   | 青田昇             | 巨人               | 32本               | 大下弘               | 東急                 | 26本                 |
| 最多打点     | 青田昇             | 巨人               | 105打点            | 飯田徳治             | 南海                 | 87打点               |
| 最多盗塁     | 土屋五郎           | 国鉄               | 52盗塁             | 木塚忠助             | 南海                 | 55盗塁               |
| 最多安打     | 後藤次男           | 大阪               | 155安打            | 木塚忠助             | 南海                 | 130安打              |
| 最高出塁率   | 川上哲治           | 巨人               | .450               | 大下弘               | 東急                 | .465                 |
| 最優秀防御率 | 松田清             | 巨人               | 2.01               | 柚木進               | 南海                 | 2.08                 |
| 最多勝利     | 杉下茂             | 名古屋             | 28勝               | 江藤正               | 南海                 | 24勝                 |
| 最多奪三振   | 金田正一           | 国鉄               | 233奪三振          | 阿部八郎             | 阪急                 | 150奪三振            |
| 最高勝率     | 松田清             | 巨人               | .885               | 中谷信夫             | 南海                 | .875                 |

#### ベストナイン
|          | セントラル・リーグ | セントラル・リーグ | パシフィック・リーグ | パシフィック・リーグ |
| 守備位置 | 選手               | 球団               | 選手                 | 球団                 |
| -------- | ------------------ | ------------------ | -------------------- | -------------------- |
| 投手     | 別所毅彦           | 巨人               | 江藤正               | 南海                 |
| 捕手     | 野口明             | 名古屋             | 土井垣武             | 毎日                 |
| 一塁手   | 川上哲治           | 巨人               | 飯田徳治             | 南海                 |
| 二塁手   | 千葉茂             | 巨人               | 山本一人             | 南海                 |
| 三塁手   | 藤村富美男         | 大阪               | 蔭山和夫             | 南海                 |
| 遊撃手   | 平井正明           | 巨人               | 木塚忠助             | 南海                 |
| 外野手   | 金田正泰           | 大阪               | 大下弘               | 東急                 |
| 外野手   | 青田昇             | 巨人               | 別当薫               | 毎日                 |
| 外野手   | 岩本義行           | 松竹               | 飯島滋弥             | 大映                 |

### 高校野球
- 第23回選抜高等学校野球大会優勝：鳴門（徳島県）
- 第33回全国高等学校野球選手権大会優勝：平安（京都府）

### 大学野球
- 東京六大学野球連盟優勝 春：早稲田大、秋：慶應義塾大
- 東都大学野球連盟優勝 春：専修大、秋：専修大
- 関西六大学野球連盟優勝 春：関西学院大、秋：関西大

### 社会人野球
- 第22回都市対抗野球大会優勝：全鐘紡
- 第1回日本産業対抗野球大会優勝：鐘淵化学

### メジャーリーグ
- ワールドシリーズ
ニューヨーク・ヤンキース（ア・リーグ） （4勝2敗） ニューヨーク・ジャイアンツ（ナ・リーグ）

## できごと

### 1月
- 1月26日 - セントラル・リーグ会長の安田庄司が辞任し、後任の会長に松島鹿夫が就任[3]。
- 1月30日 - 西日本パイレーツが「セ・リーグの圧迫には耐えられない」としてセ・リーグを脱退、パ・リーグの西鉄クリッパースに吸収合併され「西鉄ライオンズ」としてパ・リーグに参入。これにより両リーグとも7球団ずつの参加となる[4]。

### 2月
- 2月6日 - 中日ドラゴンズが名称を「名古屋ドラゴンズ」に改称。これは中部日本新聞社に加え、名古屋鉄道も資本参加することに伴うもので、西暦奇数年は名鉄、偶数年は中日新聞が主導して経営に当たるというものだった[3]。
- 2月19日 - セ、パ両リーグ間での選手引き抜きの泥仕合を理由にセ・リーグ理事長の中村三五郎がオープン戦を中止することを決定[5]。
- 2月24日 - GHQが日本プロ野球に対し、「プロ野球機構の確立」「コミッショナー制の樹立」を勧告[5]。

### 3月
- 3月1日 - 西鉄クリッパースが名称を「西鉄ライオンズ」に改称[6]。
- 3月14日 - 広島カープはこの日行われた役員会において、経営状態の悪化から球団解散を決定するが、その後監督の白石勝巳らの説得で同月23日に存続が決定[7]。
- 3月18日 - 「パ・リーグ第1回トーナメント」が阪急西宮球場、大阪球場で開催される[6]。
- 3月29日 - セ・リーグシーズン開幕戦が行われる[5]。なお広島は経営悪化の事情から開幕が4月7日に延期。
- 3月31日 - パ・リーグシーズン開幕戦が行われる[5]。

### 4月
- 4月5日 - 日本野球機構初代コミッショナーに元検事総長の福井盛太が就任。
- 4月5日 - 名古屋の三富恒雄が対阪神戦でNPB史上39人目の通算1000投球回を達成[8]。
- 4月7日 - 広島の公式戦の開幕戦対大阪タイガース戦が他球団より9日遅れで広島市民球場で開催[9]。
- 4月10日 - 巨人の藤本英雄が対大洋戦でNPB史上7人目の通算2000投球回を達成[8]。
- 4月18日 - 大洋の大沢伸夫が対広島戦でNPB史上5人目の通算1000試合出場を達成[8]。
- 4月26日 - 国鉄の高橋輝が対大洋戦でセ・リーグ史上初の毎回奪三振10を記録[10]。

### 5月
- 5月6日 - 【MLB】ピッツバーグ・パイレーツのクリフ・チャンバーズが対ボストン・ブレーブス戦において、ノーヒットノーランを達成。スコアは3対0。
- 5月10日 - 巨人の別所毅彦が対阪神戦でNPB史上8人目の通算2000投球回を達成[8]。
- 5月10日 - 大洋の大沢伸夫が対国鉄戦でNPB史上6人目の通算1000安打を達成[8]。
- 5月12日 - 巨人の中尾碩志が対大洋戦でNPB史上5人目の通算150勝を達成[8]。
- 5月15日 - 阪急の天保義夫が対東急戦でNPB史上9人目の通算2000投球回を達成[8]。
- 5月15日 - 毎日の別当薫が対南海戦でNPB史上7人目の通算100本塁打を達成[8]。
- 5月19日 - 大洋ホエールズが対松竹戦（大分）で2回から6回にかけて、日本プロ野球新記録の5イニング連続本塁打[11]。

### 6月
- 6月1日 -【MLB】クリーブランド・インディアンスのボブ・フェラーが対デトロイト・タイガースにおいて3度目のノーヒットノーランを達成。スコアは2対1。
- 6月3日 - 毎日の呉昌征が対東急戦でNPB史上7人目の通算1000安打を達成[8]。
- 6月4日 -【MLB】ピッツバーグ・パイレーツのガス・ベルがサイクル安打を達成。
- 6月16日 - 阪神の藤村隆男が対巨人戦でNPB史上40人目の通算1000投球回を達成[8]。
- 6月21日 - 全国プロフェッショナル野球協約が発効[6]。
- 6月23日 - 西鉄対東急戦（弘前市営）が6回表に降雨でパ・リーグ史上最長を更新する1時間57分の中断[12]。西鉄の川崎徳次がパ・リーグ史上2人目の毎回奪三振15[13]。

### 7月
- 7月4日 - セ・パ両リーグによる対戦としては初のオールスターゲームの第1戦が阪神甲子園球場において開催され、全セが2対1で勝利する。MVPは巨人の川上哲治。
- 7月12日 -【MLB】ニューヨーク・ヤンキースのアリー・レイノルイズが対クリーブランド・インディアンス戦において3度目のノーヒットノーランを達成。スコアは1対0。
- 7月18日 - 東京[14]以外では初のナイトゲームとなる大阪球場で南海対毎日戦が行われ、南海が1対0で勝利[15]。
- 7月26日 - 毎日の別当薫が対近鉄戦の1回に、二盗、三盗、本盗の1イニング3盗塁を記録。日本プロ野球史上8度目[16]。
- 7月28日 - 巨人の千葉茂が対大洋戦でNPB史上6人目の通算1000試合出場を達成[8]。
- 7月29日 - 広島後援会発足式が広島総合グラウンドにおいて行われる[9]。

### 8月
- 8月1日 - 松竹ロビンス対大阪タイガース戦で、松竹の岩本義行が1試合4本塁打18塁打のプロ野球新記録、松竹は同新記録の1試合9本塁打。試合は松竹が17対12で勝利したが、先発の小林恒夫が完投で12失点ながら勝利投手となったが、12失点での勝利投手は2リーグ制以降の最多記録[17][18]。
- 8月2日 - 国鉄の金田正一が対阪神戦でセ・リーグ史上2人目の毎回奪三振13[13]。
- 8月5日 - 大洋の藤井勇が対広島戦（仙台）でNPB史上2人目、セ・リーグ史上初の1試合4二塁打[19]。
- 8月8日 - 巨人は対広島戦（小樽）の7回に球団タイ記録の1イニング10安打。両チーム合わせて1試合12二塁打（巨人8、広島4）はセ・リーグ新記録。試合は20対4で巨人が勝利[20]。
- 8月11日 - 甲子園の大銀傘が8年ぶりに復活[21]。
- 8月14日 - 西鉄対南海戦（平和台）でパ・リーグ新記録の両チーム合わせて1試合12二塁打（西鉄7、南海5）[22]。
- 8月18日 - 名古屋の野口明が対巨人戦（豊橋）で球団初の通算1000試合出場を達成[23]。
- 8月19日 - 全国高等学校野球選手権大会の決勝戦が甲子園において行われ、京都府の平安が埼玉県の熊谷に7対4で勝利して、12年ぶり2度目の優勝。
- 8月19日 - 中日スタヂアムが全焼[3]。

### 9月
- 9月1日 - 阪急の野口二郎が対近鉄戦でNPB史上8人目の通算1000試合出場を達成[8]。
- 9月4日 - 巨人の藤本英雄が対大洋戦でNPB史上5人目の通算1000奪三振を達成[8]。
- 9月5日 - 国鉄の金田正一が対大阪戦（大阪球場）でノーヒットノーランを達成、日本プロ野球史上23人目、球団史上初[24]。
- 9月7日 - 阪急の野口二郎が対東急戦でNPB史上2人目の通算500試合登板を達成[8]。
- 9月23日 - この年シーズン後に行われる日米野球のため、ペナントレースはセ・パ共にこの日、セ・リーグは10月9日、パ・リーグは10月7日に開催される試合をもってシーズン打ち切りを発表し、この段階で首位に立っていたセ・リーグは読売ジャイアンツが18試合を残し、パ・リーグは南海ホークスが21試合を残してそれぞれリーグ優勝を達成[25]。
- 9月27日 - 巨人の青田昇が対松竹戦でNPB史上8人目の通算1000安打を達成[8]。
- 9月28日 - 南海の蔭山和夫が対近鉄戦（大阪）で5打数で5安打2本塁打3三塁打で、パ・リーグ新記録の1試合17塁打[26]。
- 9月28日 - 【MLB】ニューヨーク・ヤンキースのアリー・レイノルイズが対ボストン・レッドソックス戦において7月に続く、シーズン2度目のノーヒットノーランを達成。スコアは8対0。
- 9月30日 - 阪神の藤村富美男が対国鉄戦でNPB史上9人目の通算1000試合出場を達成[8]。

### 10月
- 10月5日 - 大映の飯島滋弥が対阪急戦（西宮）で1回に満塁本塁打、7回無死一・二塁の場面で3ラン本塁打、二死満塁で満塁本塁打を放ち、日本プロ野球史上初の1試合2満塁本塁打、および史上3人目でパ・リーグでは史上初の1イニング2本塁打を達成。更に日本プロ野球最多となる1イニング7打点と1試合11打点をそれぞれ記録[27]。
- 10月10日 - 【MLB】ワールドシリーズ第6戦がヤンキー・スタジアムにおいて行われ、アメリカンリーグのニューヨーク・ヤンキースがナショナルリーグのニューヨーク・ジャイアンツに4対3で勝利し、4勝2敗で3年連続14度目の優勝達成。
- 10月17日 - 日本シリーズ第5戦が後楽園で行われ、巨人が南海に8対2で勝利し、4勝1敗で初の日本シリーズ優勝達成[28]。
- 10月17日 - メジャーリーグ選抜チームが日米野球で来日。

### 11月
- 11月13日 - 全パ・リーグ対メジャーリーグ選抜戦（岡山球場）で全パが日本のプロ野球チームとしては初めてアメリカのプロ野球チームから勝利する[6]。

### 12月
- 12月1日 - 野球選手統一契約書が発効[6]。
- 12月25日 - 広島の長谷川良平が同月15日までに契約手続きを行わなかったとして、自由選手として移籍を表明。翌年3月にコミッショナー裁定で広島残留が決まる[9]。

## 誕生

### 1月
- 1月2日 - ビル・マドロック
- 1月11日 - ジャック・ズレンシック

### 2月
- 2月15日 - トミー・クルーズ

### 3月
- 3月1日 - 大田卓司

### 4月
- 4月6日 - バート・ブライレブン
- 4月20日 - 小林秀一
- 4月26日 - 藤波行雄

### 5月
- 5月7日 - 木下富雄
- 5月11日 - 新浦壽夫
- 5月14日 - 渋谷通

### 6月
- 6月2日 - 仁科時成（+ 2020年）
- 6月7日 - ボビー・マルカーノ（+1990年）
- 6月9日 - 堂上照
- 6月15日 - 八重樫幸雄

### 7月
- 7月5日 - リッチ・ゴセージ
- 7月7日 - 西井哲夫
- 7月13日 - 福間納
- 7月25日 - 鈴木葉留彦
- 7月27日 - 迫丸金次郎
- 7月29日 - ゲーリー・トマソン
- 7月29日 - 小枝守（+ 2019年）

### 8月
- 8月10日 - 栗橋茂
- 8月27日 - 佐野仙好
- 8月31日 - 柳田豊

### 9月
- 9月9日 - 岡持和彦
- 9月19日 - 比屋根吉信
- 9月27日 - 有田修三

### 10月
- 10月3日 - デーブ・ウィンフィールド
- 10月9日 - 加藤博一（+2008年）
- 10月26日 - スティーブ・オンティベロス
- 10月30日 - 金山仙吉

### 11月
- 11月7日 - 河埜和正
- 11月15日 - 間柴茂有
- 11月29日 - 藤沢公也

### 12月
- 12月14日 - 野々村直通
- 12月16日 - マイク・フラナガン（+2011年）
- 12月25日 - 山本功児（+2016年）

## 死去
- 3月24日 - エディ・コリンズ（* 1887年）
- 7月9日 - ハリー・ハイルマン（* 1894年）
- 12月5日 - ジョー・ジャクソン（* 1889年）